# Erzsébet Viski
Erzsébet Viski, née le 22 février 1980 à Vác, est une kayakiste hongroise pratiquant la course en ligne. 